# Escharella laqueata
Escharella laqueata is een mosdiertjessoort uit de familie van de Escharellidae. De wetenschappelijke naam van de soort is voor het eerst geldig gepubliceerd in 1864 door Norman.